# Lillo (Toledo)
Lillo es un municipio y localidad española de la provincia de Toledo, en la comunidad autónoma de Castilla-La Mancha. El término municipal tiene una población de 2493 habitantes (INE 2024).

## Toponimia
El término Lillo podría derivarse del latín liliv, que significa ‘lirio’.

## Geografía
El municipio se encuentra situado «en un llano á la falda de un cerro de 2000 varas de altura, plano en su superficie, ..., sin tener en muchas leguas otra elevación que la domine». Pertenece a la comarca de la Mesa de Ocaña y linda con los términos municipales de La Guardia al norte, Corral de Almaguer al este, Villacañas al sur, y Tembleque y El Romeral al oeste, todos de Toledo.
Su término se encuentra en una zona relativamente baja, con varias lagunas residuales, la mayor de las cuales, Laguna de Longar, se encuentra inmediatamente al sur de la población. La laguna del Altillo es famosa por la gran variedad de fauna que en ella habita. Además también cuenta con otra laguna más alejada del núcleo urbano, que es la de la Albardiosa.
El término municipal de Lillo se encuentra situado en la zona noreste de la provincia de Toledo, a una distancia de 73 km de dicha capital, en la comarca de la Mesa de Ocaña. Presenta en su orografía un relieve prácticamente llano, con la sola excepción del cerro de San Antón (818 m). En los límites del término se encuentran la sierra de El Romeral en el sur y el valle del Arroyo de Santa María en la zona norte. 
Tiene una extensión de 151 km2, con un núcleo urbano (Lillo) y una pedanía (Carahorma) situada al noroeste del término municipal. La plaza de España, donde se encuentra el Ayuntamiento y la Iglesia parroquial de San Martín Obispo, se sitúa a 684 metros sobre el nivel del mar.

### Clima
El clima de Lillo es de tipo mediterráneo que se caracteriza por la estacionalidad de sus temperaturas, inviernos fríos y veranos cálidos. El período de sequía estival es normalmente muy acentuado tanto en duración como en intensidad y la irregularidad de las precipitaciones anuales. Todo ello configura un clima caracterizado por su aridez y continentalidad.
En julio la temperatura media mensual se sitúa por encima de los 26 °C. Sin embargo, los inviernos son fríos, pues la temperatura media del mes de enero se sitúa por debajo de los 6 °C, y las heladas son frecuentes en invierno e incluso a principios de primavera y finales de otoño. 
Las precipitaciones son escasas y están entre los 400 y 600 litros por metro cuadrado al año. Los índices de aridez son muy altos.

## Naturaleza

### Geología
En este apartado se describe las características más importantes de las formaciones existentes así como el comportamiento hidrogeológico de los materiales. Los datos han sido obtenidos de la hoja número 659 del Mapa Geológico de España del Instituto Geológico y Minero de España.
Las características geomorfológicas corresponden a las de una planicie que forma parte del borde S. de la Mesa de Ocaña. La suave topografía está originada por los materiales miocenos y pliocenos, que dan lugar a mesas como consecuencia de la red hidrográfica actual.
Aisladamente y rompiendo la monotonía del paisaje, aparecen a modo de montes-islas, una serie de relieves cámbricos resistentes a la erosión.
Discordante sobre el Paleozoico, el Terciario Continental aparece sujeto a variaciones laterales de facies, según la dirección este a oeste. La deposición terciaria se inicia con series arcillosas y evaporíticas vindobonienses que finalizan con los tramos calcáreos pontienses.
Los materiales cuaternarios se encuentran bien representados por las formaciones de arcillas-limos yesíferas lagunares de Lillo y derrubios de ladera rodeando a los afloramientos cuarcíticos paleozoicos.

### Flora y fauna
La flora más característica está representada, además del álamo, encina, olmo, chaparro y retama, por el salicor y el esparto.
Existen varias lagunas endorreicas y salinas que han sido declaradas Reserva Natural y que cuentan con una flora característica y en la que podemos encontrar juncia morisca o almorchín, especies amenazadas en la región. También son reconocibles los albardinales de Lygeum spartum, formaciones cuya conservación tiene interés prioritario porque en ellas crecen plantas incluidas en el Catálogo Regional de Especies Amenazadas. El arbardinal situado entre la laguna de El Longar y el núcleo urbano de Lillo, está considerado como uno de los arbardinales mejor conservados y más extensos de toda la provincia de Toledo. Destaca la existencia de Lepidium cardamines y Limonium costae.
La fauna terrestre está representada por el conejo y la liebre y algún que otro aunque escaso, zorro.
Las aves más típicas son la perdiz roja, codorniz, tórtola, torcazo y paloma. Entre las rapaces el cernícalo primilla, aguilucho cenizo.
Las lagunas además de estar declaradas Reserva Natural también están incluidas dentro del Lugar de Importancia Comunitaria “Humedales de La Mancha” y de la Zona de Especial Protección para las Aves (ZEPA) “humedales de la Mancha”. El principal valor faunístico lo constituyen las aves acuáticas: pagaza piconegra, cigüeñuela, avoceta, grulla común, chorlitejo patinegro, avefría, tarro blanco, pato colorado, además de aguiluchos laguneros.
Parte del término municipal de Lillo también está englobado en la ZEPA del Área Esteparia de la Mancha Norte, en ella hay que destacar sobre todo la presencia de colonias de avutardas.

## Historia

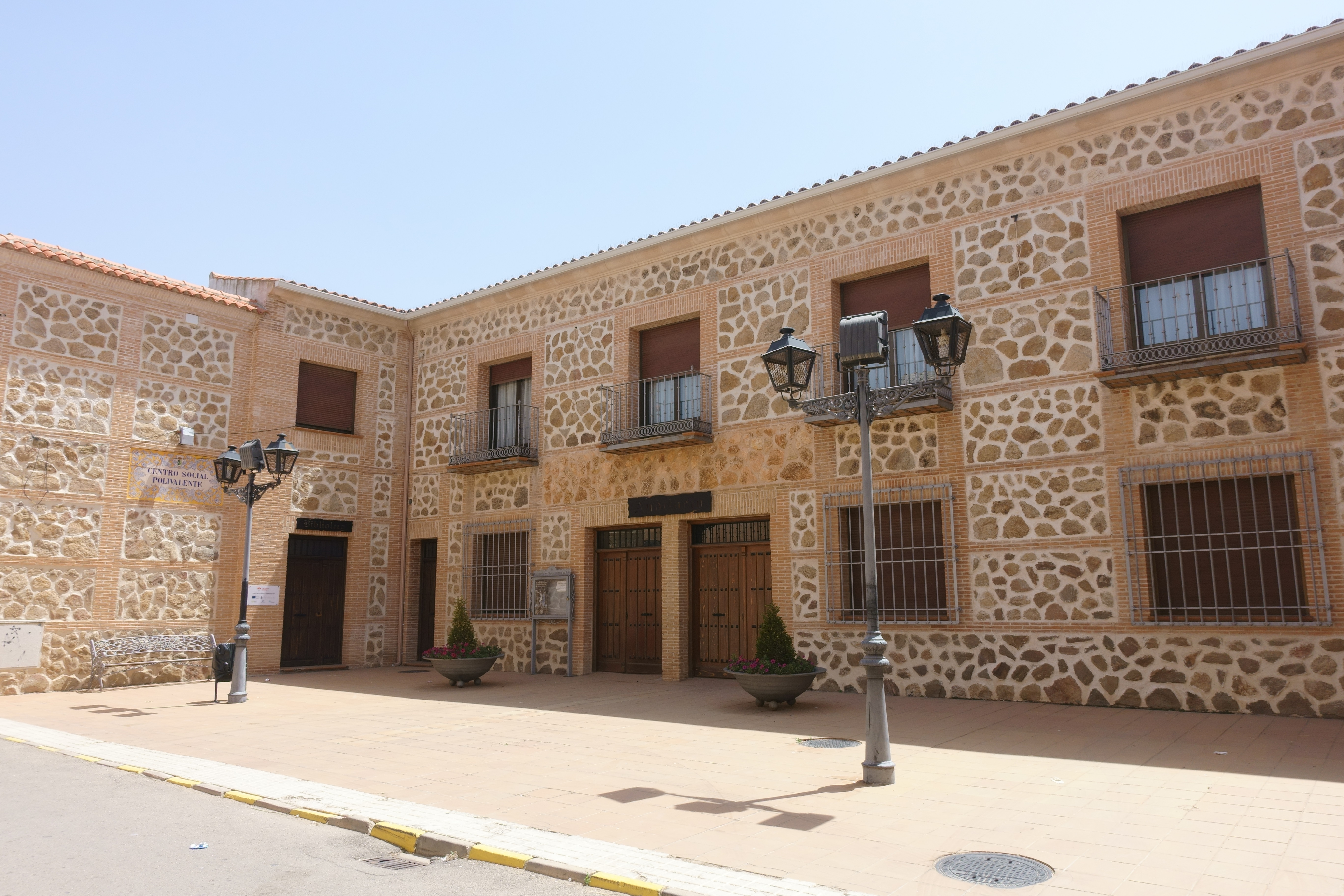
Biblioteca y auditorio

Se han encontrado restos arqueológicos que datan de la época romana. En la Edad Media perteneció a la corona para pasar luego a la Orden de Malta y más tarde al arzobispado de Toledo. Perteneció administrativamente a La Guardia hasta 1430, año en el que alcanzó el título de villa por orden del prelado toledano Juan Martínez de Contreras. Pedro López de Ayala, cuarto conde de Fuensalida, compró la población en 1584.
El pueblo llegó a tener muralla, aunque hoy en día no queda huella de ella más allá del trazado urbano, que evidencia como esta probablemente discurría por la Calle Ancha, la Calle del Convento y la Calle del Sol. Dicho lo anterior es necesario mencionar como la huella de la existencia de una muralla ha quedado plasmada también en la toponimia del lugar, encontrándose el mejor ejemplo en la plaza de la Puerta de la Guardia, donde como su nombre indica se localizaría una de las antiguas puertas.
A mediados del siglo XIX Lillo tenía 586 casas y el presupuesto municipal ascendía a 33.423 reales de los cuales 5.500 eran para pagar al secretario. En 1885 sufrió una epidemia de cólera.

## Demografía
Cuenta con una población de 2493 habitantes (INE 2024).
| Gráfica de evolución demográfica de Lillo entre 1842 y 2021                                                           |
| |
| Población de derecho según los censos de población del INE. Población de hecho según los censos de población del INE. |

## Administración
| Periodo   | Nombre                                                                   | Partido   |
| --------- | ------------------------------------------------------------------------ | --------- |
| 1979-1983 | José Martín González                                                     | UCD       |

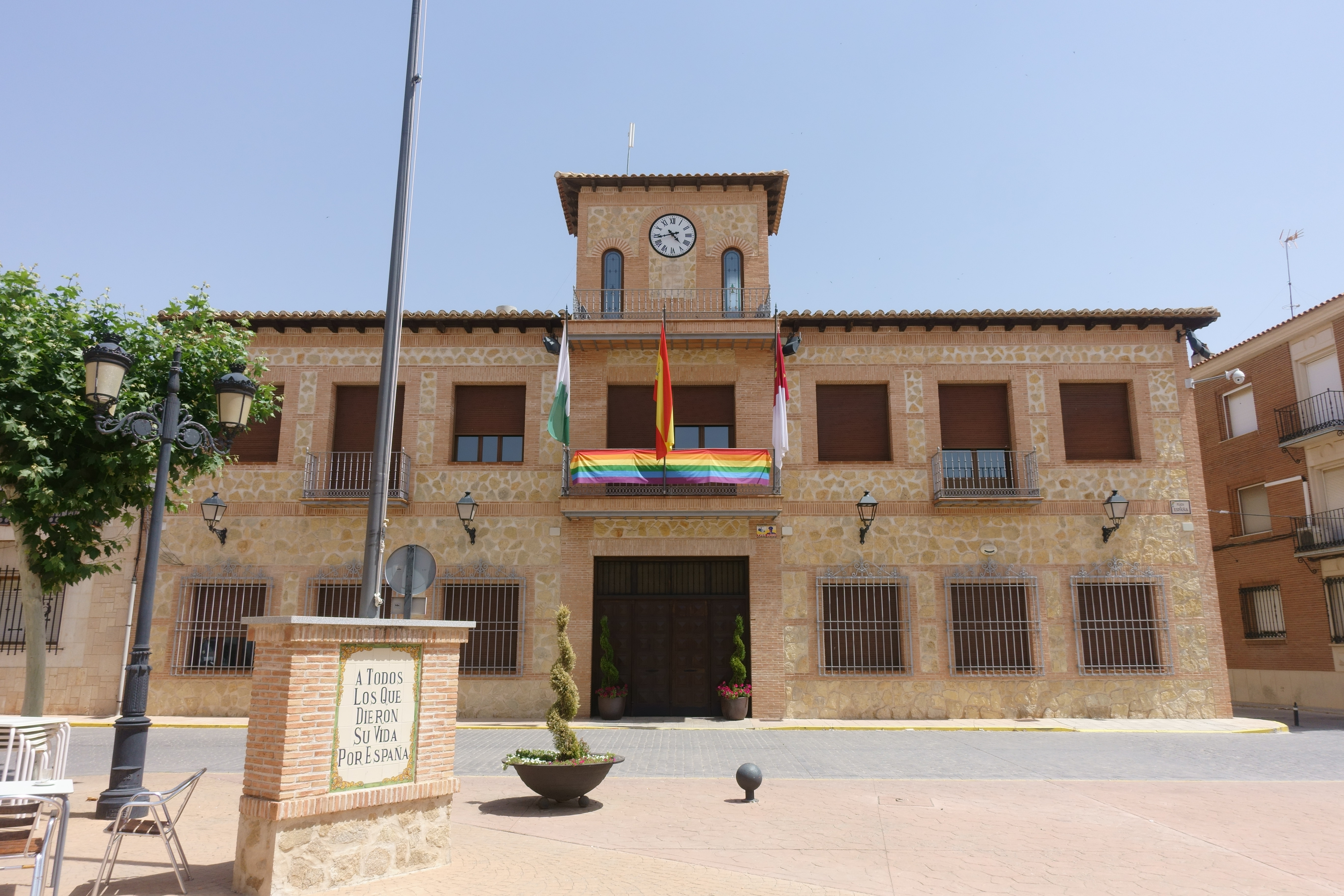
Casa consistorial

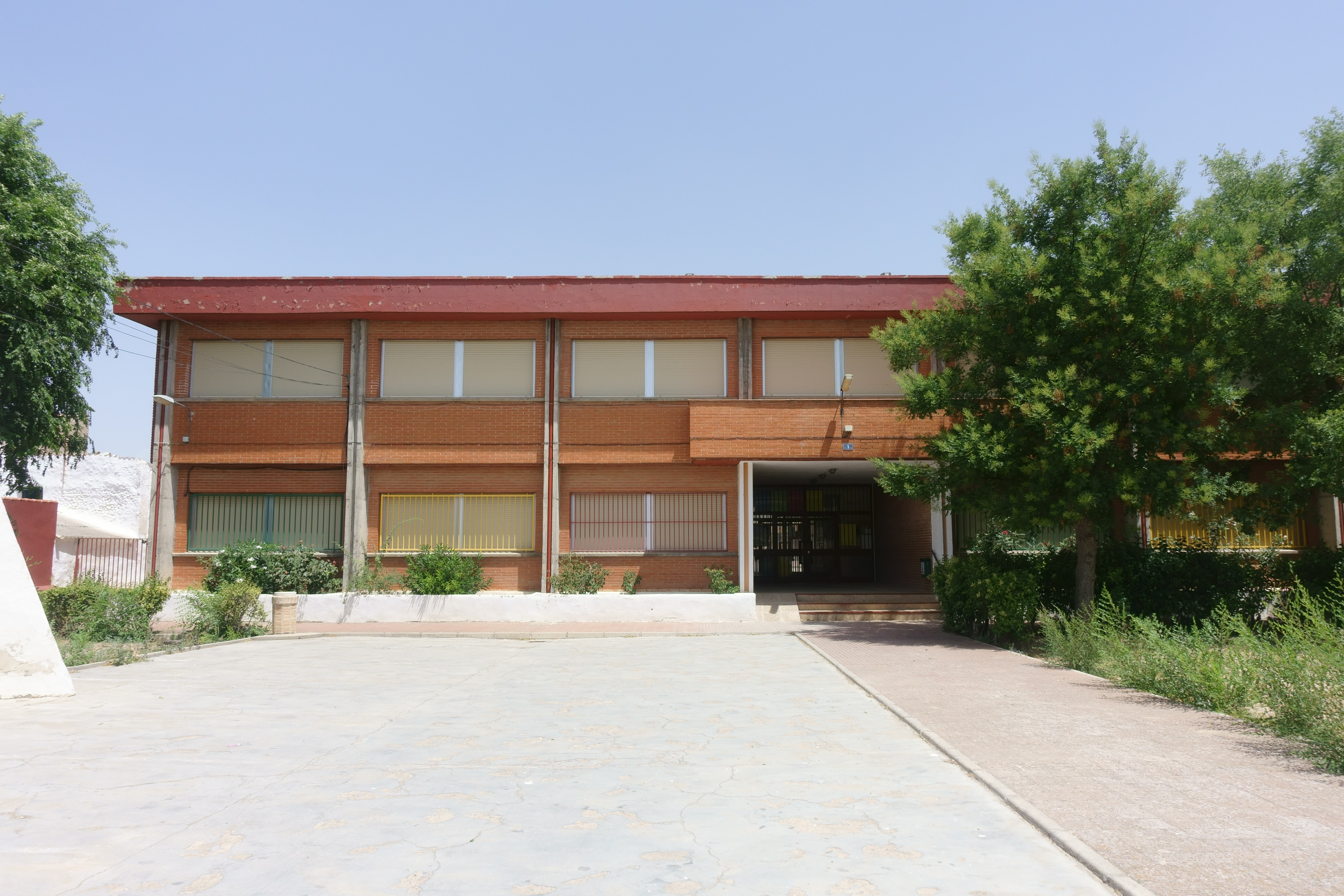
CEIP Marcelino Murillo

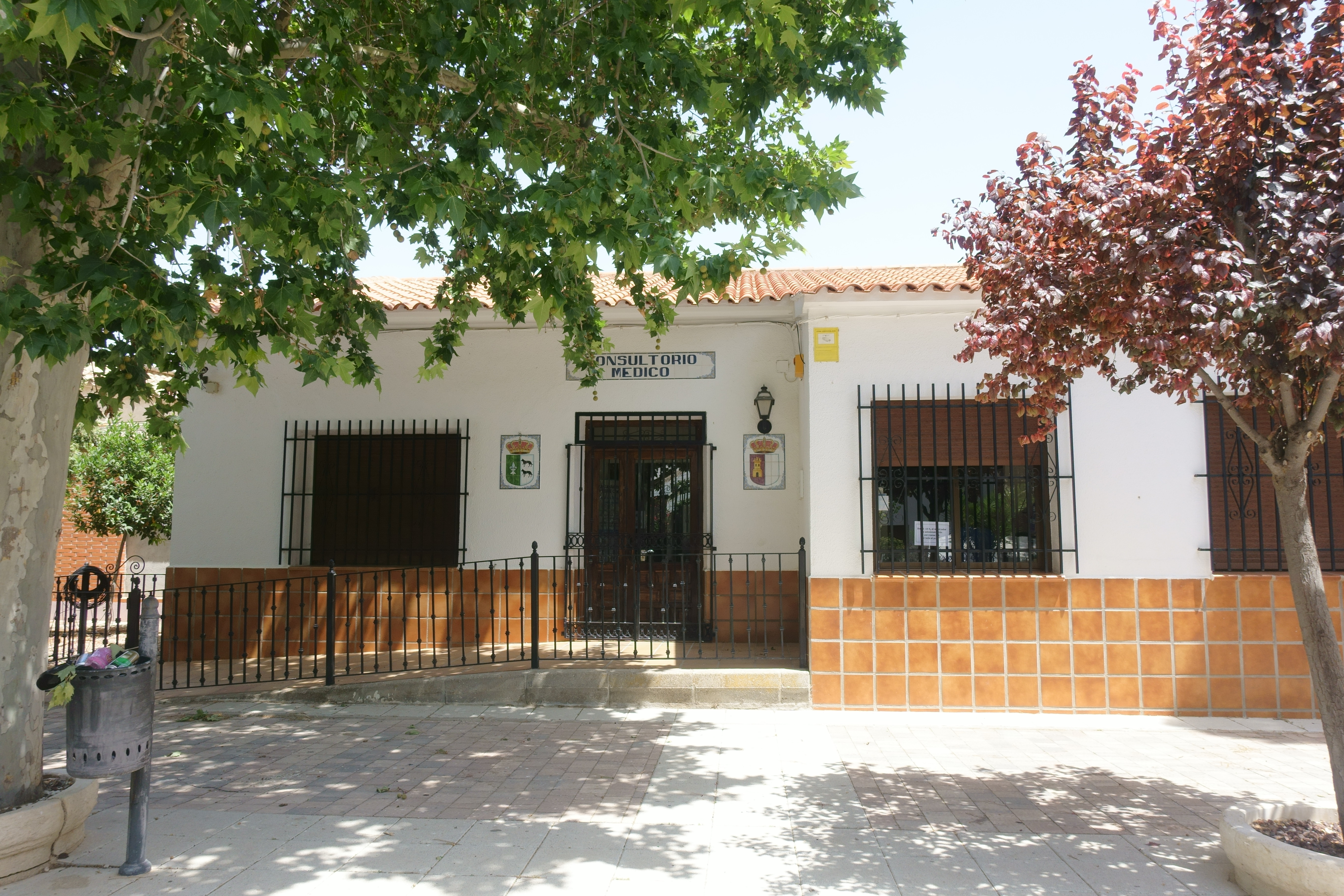
Consultorio médico

| 1983-1987 | José Antonio Álvarez Álvarez                                             | AP/PDP/UL |
| 1987-1991 | Emilio Barajas Fernández                                                 | PSOE      |
| 1991-1995 | Juan A. Durán González (13/03/1992) Julián Sánchez Casas                 | PP PSOE   |
| 1995-1999 | Julián Sánchez Casas                                                     | PSOE      |
| 1999-2003 | Julián Sánchez Casas                                                     | PSOE      |
| 2003-2007 | Julián Sánchez Casas (hasta 30/09/2003) Eva María López Álvarez          | PSOE      |
| 2007-2011 | Ángel Valencia Pacheco (hasta 2009) Eva María López Álvarez (desde 2009) | PP PSOE   |
| 2011-2015 | Julián Sánchez Casas                                                     | ASHL      |
| 2015-2019 | Julián Sánchez Casas                                                     | ASHL      |
| 2019-2023 | Julián Sánchez Casas                                                     | ASHL      |
| 2023-act. | Julián Sánchez Casas                                                     | ASHL      |

## Patrimonio

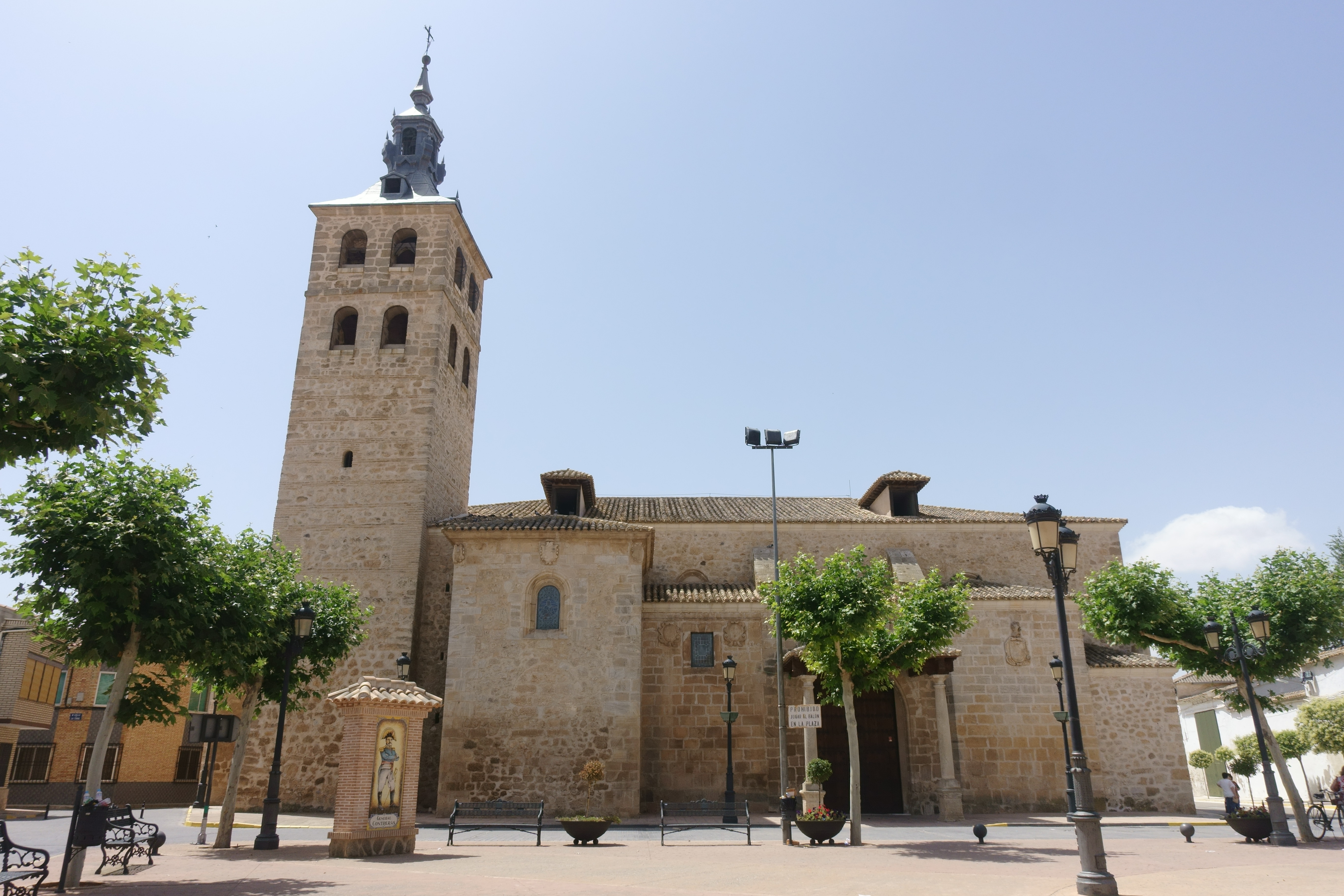
Iglesia de San Martín Obispo

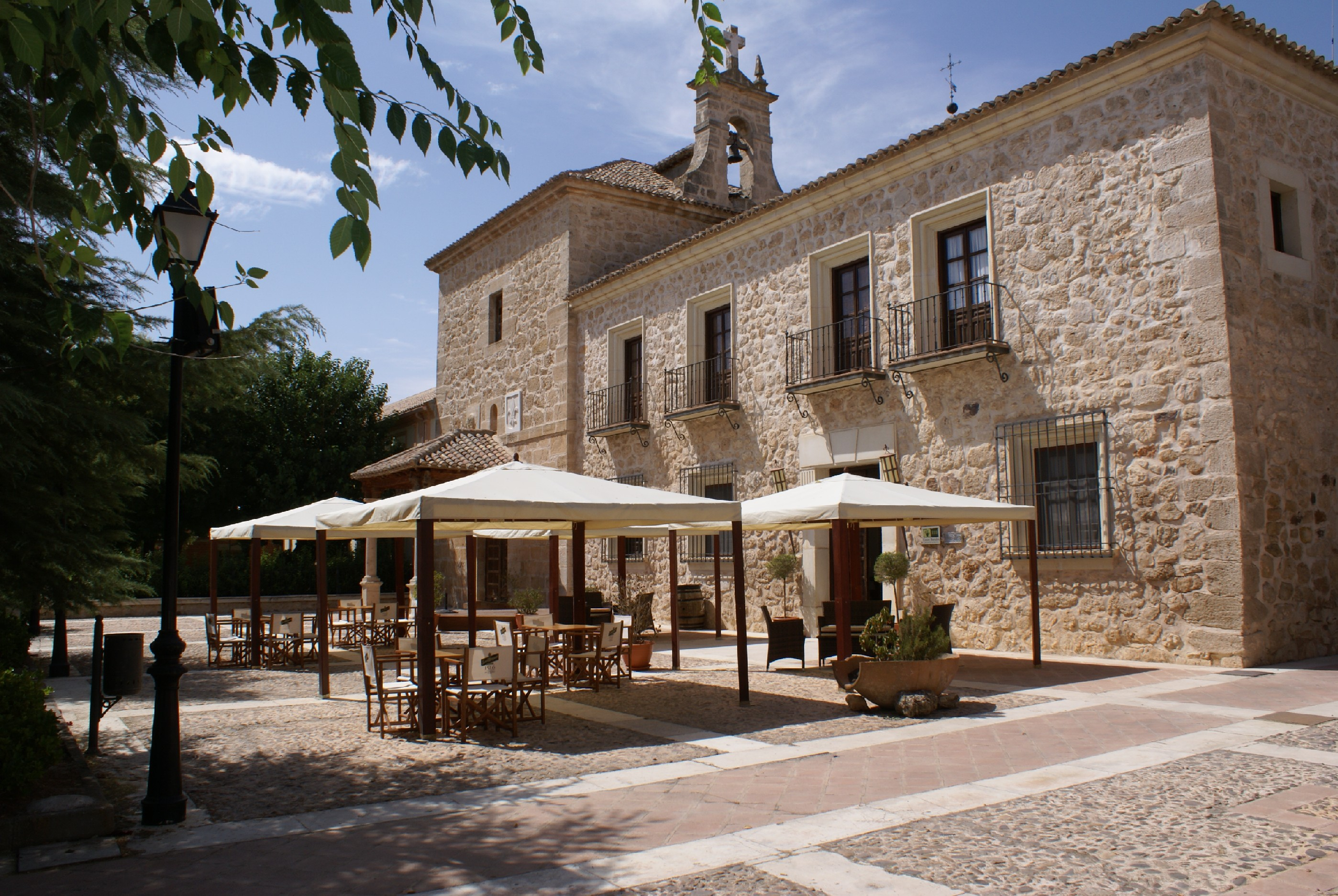
Antiguo convento de San Pedro Bautista

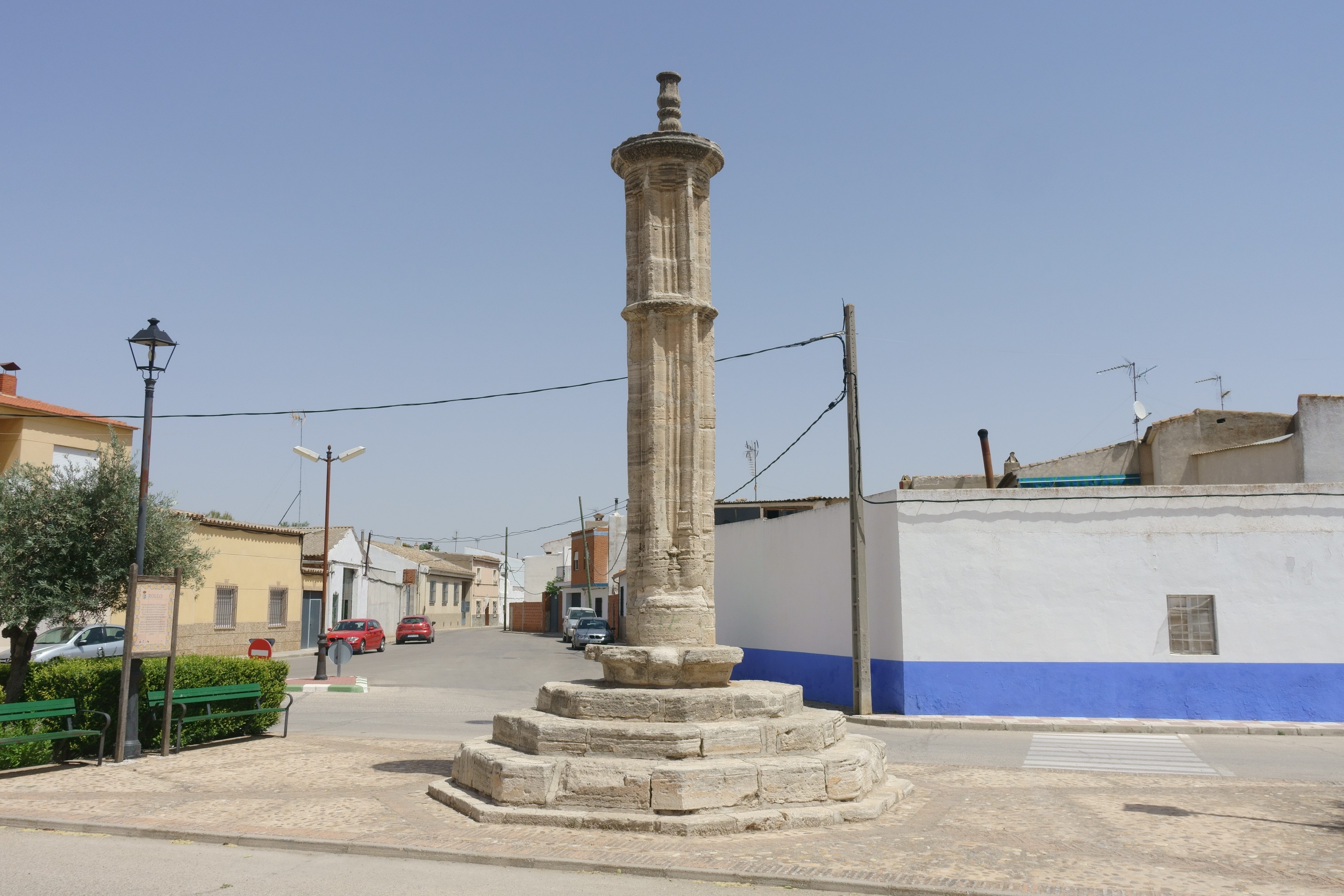
Rollo de justicia

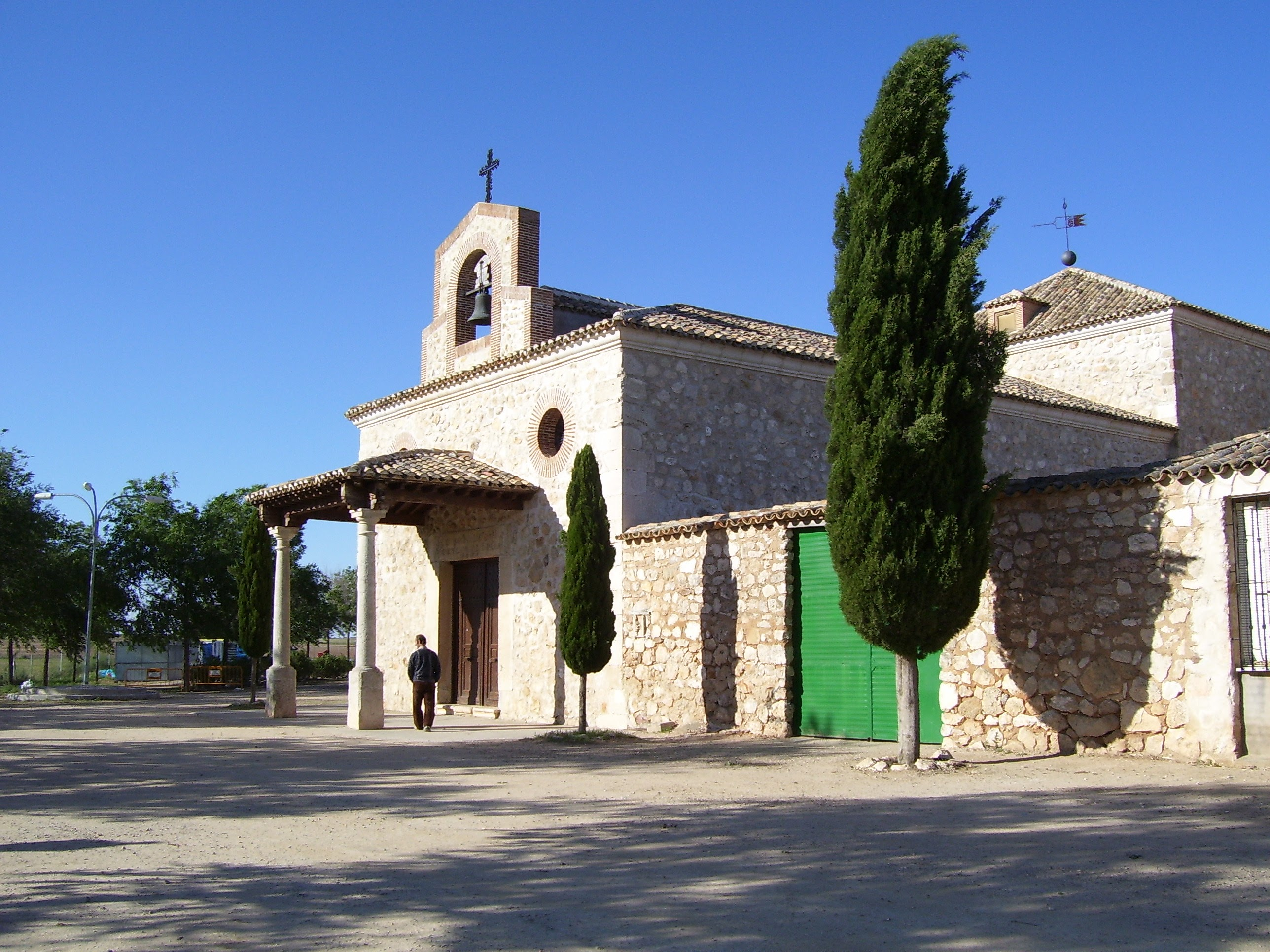
Ermita de la Esperanza

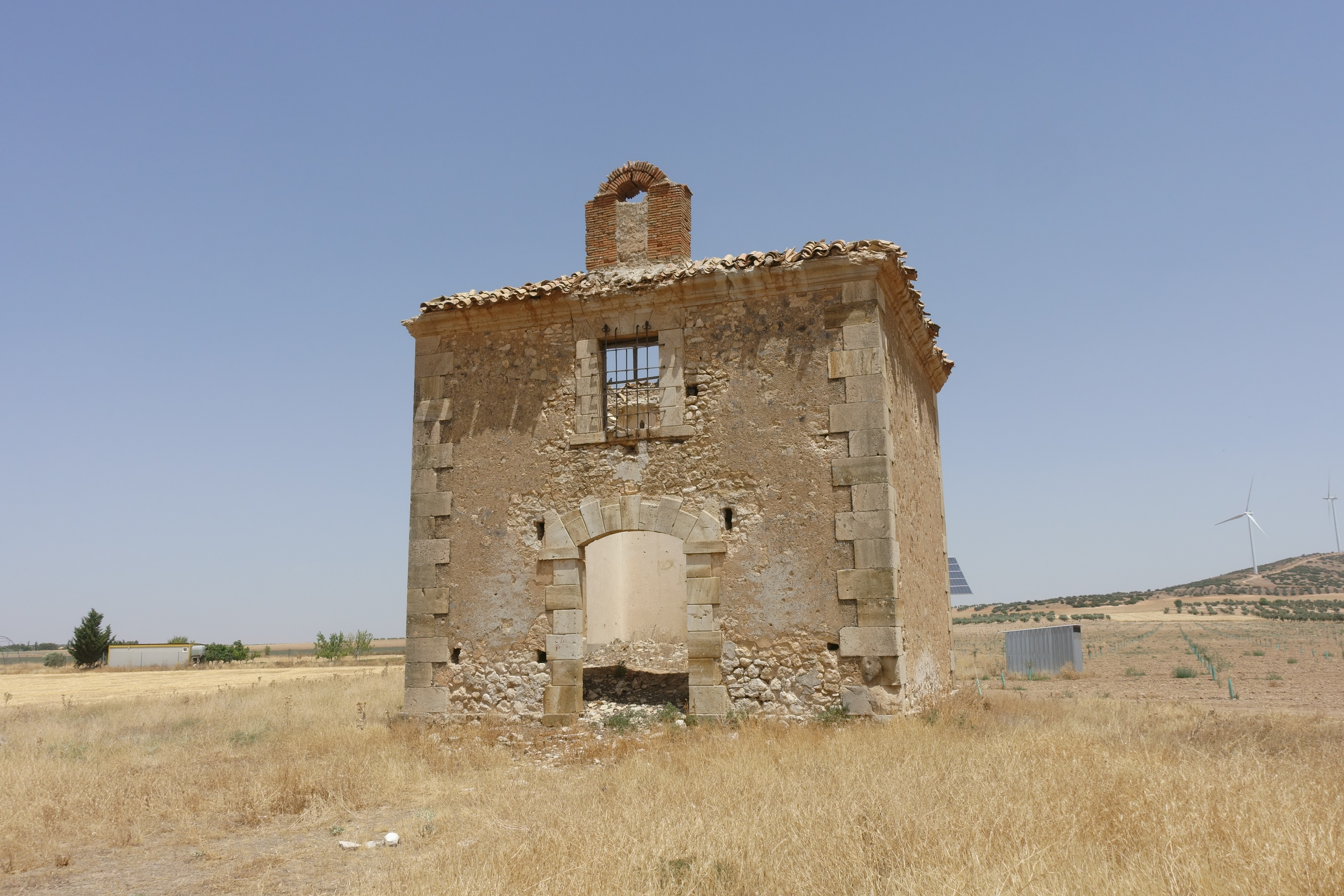
Ruinas de la ermita de Monroy

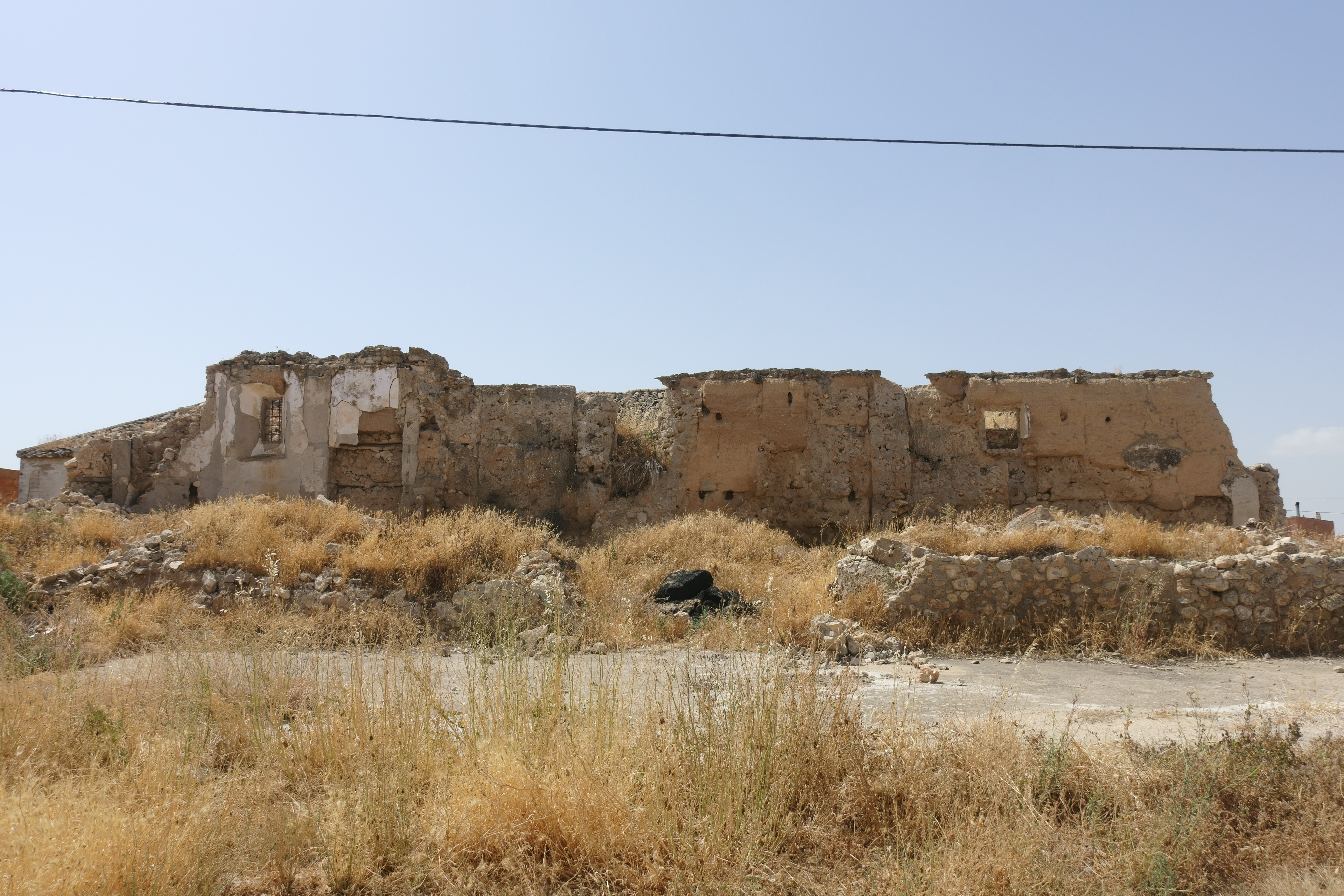
Ruinas de la ermita del Rosario

- Iglesia parroquial de San Martín Obispo: de estilo principalmente gótico de la segunda mitad del siglo XV. Está situada en la plaza de España, en el centro del casco antiguo. Es un monumento que fue declarado Bien de Interés Cultural el 26 de noviembre de 1991.[9] Es una iglesia de tres naves de igual altura, separadas por pilares, con bóveda de crucería, altar pentagonal y una torre-campanario de base cuadrada. Consta de múltiples detalles y adiciones arquitectónicas, como blasones, un coro plateresco. Su fábrica es de sillería al interior y mampostería al exterior, a excepción de algunas capillas añadidas con diferentes estilos. Fue reformada en 1609, en 1834, en 1877, en 1982 y entre 1991 y 1993. Durante el año 2011 ha sido realizada una reforma consistente en el pintado del interior del templo, así como en el saneamiento de partes del techo que se encontraban deteriorados.
- Convento franciscano de San Pedro Bautista: inaugurado oficialmente el 26 de julio de 1644, tras la llegada a la villa de los primeros frailes franciscanos en 1611. Ha sido sede del partido judicial, Juzgado de Primera Instancia, Sala de Audiencia, oficinas y cárcel hasta 1966. Tras su reforma, sirvió de Casa de Cultura y actualmente cuenta con una hospedería.
- Rollo de justicia: impresionante mole de piedra de más de 6 metros de altura.
- Ermita de la Esperanza: del siglo XVI. Según la inscripción del dintel de su puerta principal, fue construida en el año 1755. Fue reformada con una ampliación y modificación de su distribución en los años 1990. En 2008 se realizaron obras de acondicionamiento de área de esparcimiento en el entorno de la ermita, con adecuación del terreno, instalación de vallado de madera, instalación mobiliario y cartelería y zona de juegos infantiles.[5]
- Ermita del Rosario: del siglo XVIII.
- Ermita de San Antón: reedificada en 1855, según una inscripción a la entrada de la capilla mayor, está ubicada en la cima del cerro San Antón. Es una ermita de una nave cubierta por artesa sencilla a dos aguas y atravesada por intares. La capilla mayor es más alta y está separada por un arco que está deformado amenazando el derrumbe por la inclinación de una de las paredes laterales. En ella reciben culto San Antón y Santa Lucía.
- Ermita de Monroy: situada en la falda del cerro San Antón, actualmente está en estado ruinoso, aunque se está planificando su restauración.
- Aeródromo de Lillo: aeródromo deportivo con actividad de vuelo sin motor, avionetas y paracaidismo. En él se celebraron los campeonatos mundiales de vuelo a vela en 2001.

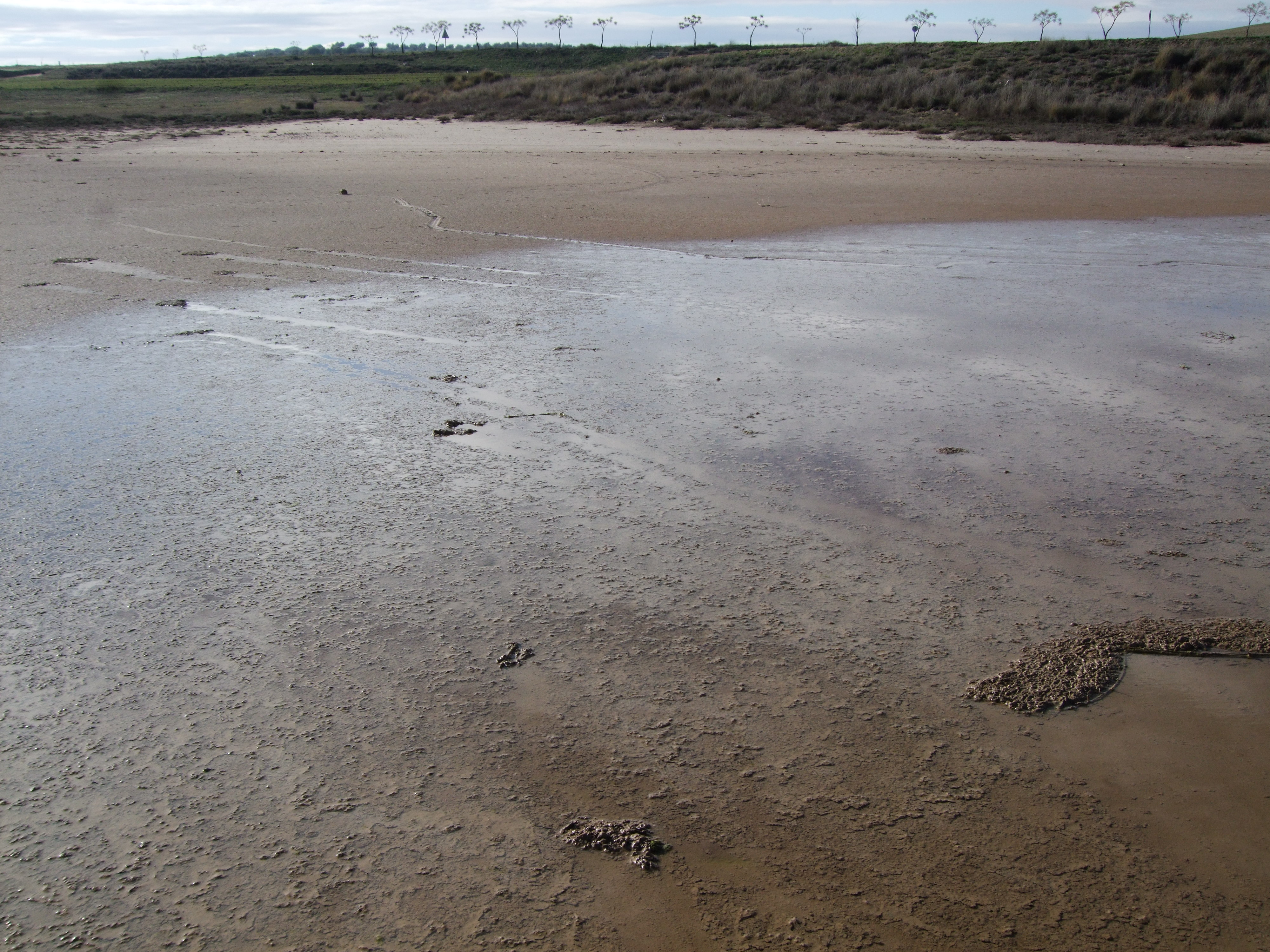
Trazas dejadas por rocas y sedimentos en la laguna de Altillo Chica

- Refugio-observatorio en la laguna del Longar: instalado en 2008. Está ubicado parcialmente en Zona Periférica de Protección de la Reserva Natural «Lagunas de El Longar, Altillo Grande y Altillo Chica», declarada mediante Decreto 85/2006 de 20 de junio, por el que también se aprueba el PORN. La zona se sitúa a escasos metros del límite del LIC y ZEPA arriba citados.[5][6]
- A 2,5 km se encuentran las Lagunas de El Longar, Altillo Grande y Altillo Chica. En ellas se puede apreciar las Piedras deslizantes, un fenómeno geológico por el cual las piedras se mueven sin intervención humana ni animal.

## Fiestas
- Fiestas y feria en honor al Stmo. Cristo de las Injurias, patrón de la villa (del 30 de abril al 4 de mayo). Popularmente conocidas por el nombre de Los Cristos. Coronación de reinas y damas, verbenas desde el 30 al 4, revistas, fuegos artificiales, etc. El día principal es el día 3, día del Cristo, cuando sale en procesión el Stmo. Cristo de las Injurias.
- Romería en honor a Ntra. Sra. de la Esperanza, patrona de la villa (domingo previo a pentecostés). La imagen de la Virgen es llevada a hombros hasta la ermita de la Virgen de la Esperanza, en el paraje donde se encontraba Dancos, situado a 9 km al sur de la villa. Durante esa semana se instalan chiringuitos y se hacen parrilladas en los terrenos adyacentes a la ermita, reacondicionados en 2008. La noche del viernes y el sábado está amenizada por verbenas. El domingo de pentecostés se realiza una misa en la ermita. A la 9 de la noche es sacada la imagen de su ermita para el regreso. La virgen entra al pueblo en torno a las 12 de la noche donde al son de la música , del folclore, el colorido la espera un arco lleno de lilleros y lilleras para vitorearla durante 15 minutos en la que una paloma confeccionada en tela revolotea sobre su cabeza simbolizando la venida del espíritu santo.
- Fiestas y feria en honor a Ntra. Sra. de la Esperanza (del 6 al 9 de septiembre): popularmente conocidas como fiestas de la virgen. El día principal de las fiestas es el 8 de septiembre, cuando sale la Virgen de la Esperanza en procesión.
- Santa Lucía (13 de diciembre): varios lilleros se dirigen hacia lo alto del cerro de San Antón situado al noreste de la villa. Allí se escucha misa y después se merienda la tradicional rosca de Santa Lucía. Es tradición pasarse los ojos de porcelana de la santa que están puestos en una copa por los ojos del devoto para que este no corra ningún riesgo en su visión.
- San Antón (17 de enero): la noche antes se encienden hogueras, en su día la gente sube al cerro de su mismo nombre aunque con menos afluencia que en santa lucía, se come la tradicional torca con cara de gorrino.
- San Sebastián (20 de enero): bendición de naranjas y limones, misa y procesión del santo. El pueblo le debe un voto a este santo que los curó de una epidemia. Es por ello que en esta villa ese día se hace vigilia y muchos lugareños no comen carne, que típicamente se sustituye por potaje.
- Semana Santa: procesiones en Jueves Santo y Viernes Santo. Tras la vigilia del sábado, el Domingo de Resurrección es habitual la reunión en la llamada comilona, acudiendo varios grupos de amigos y familiares al cerro San Antón y a la ermita de la Ntra. Sra. de la Esperanza donde preparan comidas cárnicas.
- San José (19 de marzo): su cofradía organiza una misa en su honor y una procesión. Los hermanos de ésta pasan un día en familia comiendo y charlando.
- San Isidro (15 de mayo): su cofradía organiza una misa, una procesión en honor al santo. La cofradía celebra este día con una comilona para los hermanos de ésta.
- Corpus Christi (60 días después del Domingo de Resurrección): engalanamiento de calles y plazas para recibir al Santísimo.